# Paxillus amazonicus
Paxillus amazonicus es una especie de coleóptero de la familia Passalidae.

## Distribución geográfica
Habita en Brasil.